# Killswitch Engage
Killswitch Engage é uma banda americana de metalcore formada em 1999 em Westfield, Massachusetts, decorrente da saída de membros das bandas Overcast e Aftershock.
A banda obteve reconhecimento com o lançamento do álbum The End of Heartache, com 500 mil exemplares vendidos nos Estados Unidos. A canção título foi indicada ao Grammy Award de 2005 e o DVD ao vivo (Set This) World Ablaze lançado em 2005. Killswitch Engage tem se apresentado em muitos festivais importantes como Wacken Open Air, Reading and Leeds Festivals, Ozzfest, Download Festival, RAR, Mayhem Festival e Monsters of Rock.
Atualmente é uma das bandas que formam o N.W.O.A.H.M. (New Wave of American Heavy Metal).

## História

### Primeiros anos (1999-2000)
Killswitch Engage foi formado quando duas bandas de metalcore, Overcast e Aftershock, separaram-se durante a década de 1990. Ao sair do Overcast, o baixista Mike D'Antonio convidou o guitarrista Adam Dutkiewicz (do Aftershock) para a banda. Dutkiewicz recrutou o guitarrista Joel Stroetzel do Aftershock, e o vocalista Jesse Leach da banda Nothing Stays Gold (que tinha contrato assinado com uma gravadora da propriedade do irmão de Dutkiewicz (Tobias Dutkiewicz), que também era o vocalista da Aftershock), para formar a banda. O nome da banda é derivado de um episódio da série de TV Arquivo X, intitulado "Kill Switch", escrito por William Gibson. Gibson, por sua vez, nomeou seu episódio após um encontro com a banda industrial Kill Switch...Klick.
Em 1999, o Killswitch Engage gravou um CD demo com quatro faixas, incluindo “Soilborn”, primeira canção do Killswitch Engage. A fita demo foi lançada no primeiro show da banda, que foi abrindo para o grupo de death metal melódico, In Flames, em novembro de 1999.

### Álbum de estreia eAlive or Just Breathing(2000-2002)
A banda lançou seu álbum de estreia auto-intitulado em 2000. O álbum atraiu o interesse de Carl Severson, que trabalhava na Roadrunner Records na época. Severson mostrou Killswitch Engage a diversos representantes da Roadrunner. Mike Gitter, um agente de talentos da empresa, contactando D'Antonio, participou de vários shows da banda e ofereceu a ela um contrato com a gravadora. A Roadrunner tinha os recursos para promover e distribuir lançamentos do Killswitch Engage. A banda aceitou sua oferta, recusando várias ofertas de gravadoras menores. Por um breve período entre 2000 e 2001, o ex-guitarrista Pete Cortese (do Overcast) juntou-se a Killlswitch Engage, mas deixou a banda em 2001, quando ele se tornou pai. A banda começou a escrever novo material para seu segundo álbum em novembro de 2001. Mixado em janeiro no Backstage Studios pelo produtor Andy Sneap, o álbum foi intitulado Alive or Just Breathing pela letra da canção "Just Barely Breathing". Fizeram também um videoclipe para o single "My Last Serenade".

### Novo vocalista e baterista (2002-2004)

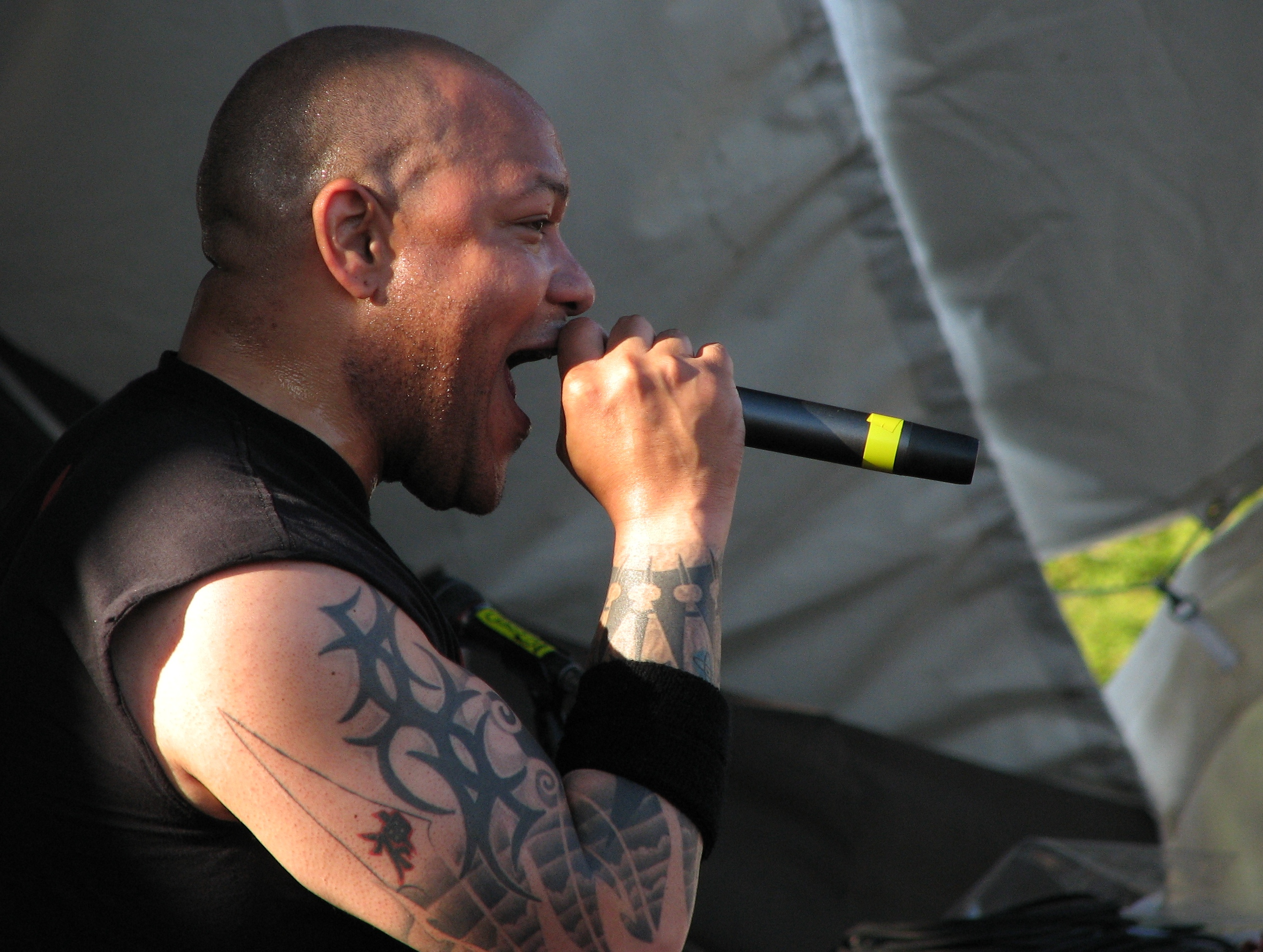
O vocalista Howard Jones (2002-2012) na Warped Tour 2007.

Após o lançamento do Alive or Just Breathing, que foi escrito e gravado com dois guitarristas, a banda decidiu expandir e se tornar um quinteto; Dutkiewicz se mudou para a guitarra e o ex-baterista do Aftershock, Tom Gomes, preencheu a posição de baterista. Após a saída de Leach, que se casou em 20 de abril de 2002, o grupo começou a excursionar novamente, e ele entrou em depressão, além disso, pela sua pouca técnica vocal ele perdia facilmente a voz depois de poucos shows. De acordo com o baixista Mike D'Antonio em entrevista "Não podíamos tocar mais de dois ou três shows sem ele perder a voz" Leach deixou a banda alguns dias antes de terem que tocar em um show e enviou aos membros da banda um e-mail dizendo que ele tinha parado. D'Antonio disse em uma entrevista que "após três anos tocando junto com ele, e considerá-lo um irmão, apenas um e-mail de despedida era um pouco duro".
A banda imediatamente começou a procurar um vocalista substituto e encontrou Howard Jones da banda Blood Has Been Shed. Jones não gostou do som da banda quando ele ouviu pela primeira vez. Ele comentou: "Venho de hardcore e metal sujo e Killswitch soava tão limpo. Mas quanto mais eu escutei, eu percebi que há algumas músicas muito boas aqui." Depois de ouvir sobre os vocais de Leach, Jones contactou a banda e foi aceito como substituto. Philip Labonte, da banda All That Remains, tentou conquistar a vaga para vocal mas perdeu para Howard. Sem ouvir o álbum inteiro auto-intitulado e o Alive or Just Breathing, Jones teve que memorizar sete canções para sua estreia no Hellfest de 2002.
A nova formação tocou na turnê Road Rage no Reino Unido e nos Países Baixos em 2002, com 36 Crazyfists e Five Pointe O. As apresentações continuaram até o dia do Ano Novo, e em 2003 a primeira canção com Jones, "When Darkness Falls", apareceu na trilha sonora do filme de terror de 2003 Freddy vs. Jason. Após o Ozzfest de 2003, o baterista Gomes deixou a banda porque queria passar mais tempo com sua esposa, e prosseguir a sua banda Something of a Silhouette, e porque ele estava cansado de turnês. Ele foi substituído por Justin Foley da banda Blood Has Been Shed, que foi convidado por Jones. A primeira turnê de Foley com a banda foi no MTV2 Headbangers Ball em 2003.

### The End of Heartachee(Set This) World Ablaze(2004–2006)
The End of Heartache foi lançado em 11 de maio de 2004, e chegou ao número 21 na Billboard 200, com 38 mil vendas em sua primeira semana, e também chegou ao número 39 na parada de Australian album. O álbum vendeu mais de 500 mil cópias só nos Estados Unidos e foi certificado ouro em 7 de dezembro de 2007.
"The End of Heartache" se tornou o single principal do filme Resident Evil: Apocalypse. No final de 2004, The End of Heartache foi relançado como um álbum de edição especial, com um segundo disco com várias performances ao vivo, uma faixa bônus japonesa, e uma regravação de "Irreversal". Durante o verão de 2005, a banda voltou para o Ozzfest, e em 1 de novembro de 2005, Alive or Just Breathing foi relançado como parte do 25º aniversário da Roadrunner Records. Em 22 de novembro de 2005, o DVD ao vivo (Set This) World Ablaze foi lançado, contendo um concerto ao vivo no Palladium em Worcester, Massachusetts, com pouco mais de uma hora de duração. O DVD foi certificado ouro nos Estados Unidos em 8 de abril de 2006 e ouro no CAN em 14 de novembro de 2006.

### As Daylight Dies(2006–2008)

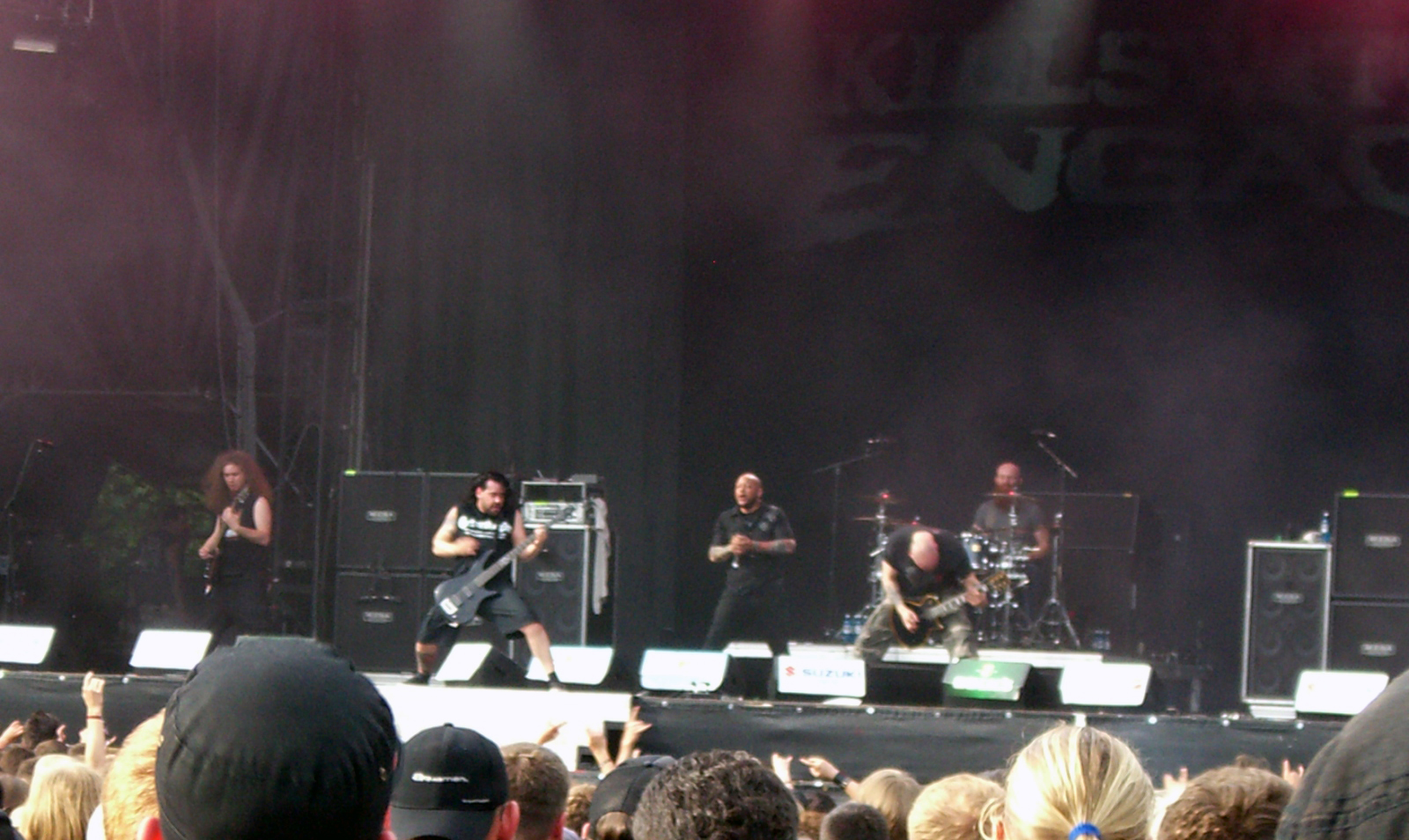
KsE se apresentando no Rock im Park 2007

O Killswitch Engage tocou no Reading e Leeds Festival em agosto de 2006, tendo já visitado as áreas da Austrália sem Dutkiewicz, que sofria de problemas nas costas e precisava de cirurgia corretiva. Em 23 de maio de 2006, a canção "This Fire Burns" foi lançada no álbum WWE Wreckless Intent. A canção estava destinada a ser o novo tema para os superstar da WWE, Randy Orton, no entanto, foi desfeito e depois se tornou a canção tema para o pay-per-view, Judgment Day 2006. "This Fire Burns" era utilizada como tema de entrada para o WWE superstar, CM Punk e mais tarde foi relançada como "This Fire" na edição especial do As Daylight Dies.
Gravado em três meses, As Daylight Dies foi lançado em 21 de novembro de 2006 e chegou ao número 32 no Billboard 200 com 60 mil vendas em sua primeira semana. Ele também entrou na parada Australian Albums Chart, no número 29. Foi mixado por Dutkiewicz.
O primeiro single do álbum, "My Curse", figurou nos jogos Guitar Hero III: Legends of Rock e Burnout Paradise e está disponível como conteúdo a ser desbloqueado em Rock Band, Rock Band 2 e Sleeping Dogs, na rádio Roadrunner. No início de 2007, a banda teve que cancelar três datas da sua turnê européia com The Haunted, devido ao problema nas costas de Dutkiewicz. Ele exigiu a cirurgia de emergência e foi substituído na turnê pelo guitarrista Peter Wichers, do Soilwork.
Devido ao problema nas costas de Dutkiewicz no início de 2007, ele foi substituído por Patrick Lachman vocalista do Damageplan e The Mercy Clinic durante a No Fear Tour. Dutkiewicz se recuperou e foi capaz de terminar a turnê No Fear, e a banda começou a filmar seu videoclipe de "The Arms of Sorrow", o segundo single de As Daylight Dies. Em 6 de agosto de 2007, Dutkiewicz foi forçado a deixar a Warped Tour para que ele pudesse se recuperar totalmente de uma cirurgia nas costas e continuar a fisioterapia diária. Ele foi substituído pelo técnico de guitarra do Killswitch Josh Mihlek para tocar as canções, até seu retorno em 14 de agosto de 2007.

### O quinto álbum, turnê sul-americana eGod of War: III(2008-2010)

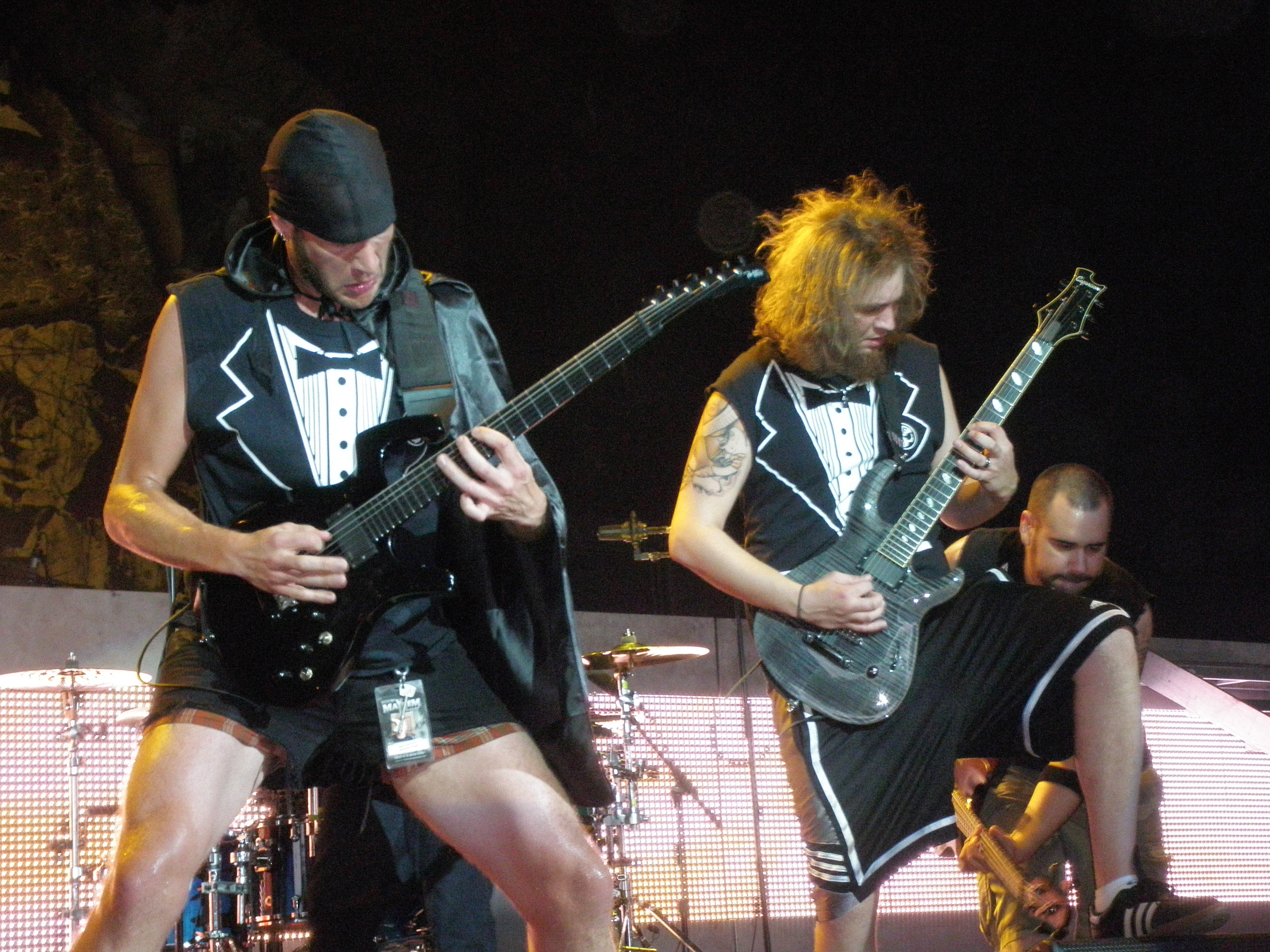
Adam Dutkiewicz & Joel Stroetzel (guitarristas) no Mayhem Festival 2009

O Killswitch Engage entrou em estúdio em outubro de 2008 para começar a gravar seu próximo álbum com Dutkiewicz e Brendan O'Brien, para co-produzir o álbum. De março a maio, Killswitch Engage tocou com Disturbed em um festival, o IV Weapon junto com Lacuna Coil, Chimaira, Suicide Silence, Bury Your Dead e outros. Em 14 de abril, a banda anunciou o nome de seu álbum como Killswitch Engage, a segunda vez que a banda tem auto-intitulado o nome de seu álbum. O álbum foi lançado em 30 de junho de 2009, estreando em 7º no Billboard 200 com um pouco mais de 58 mil copias vendidas na primeira semana, assim, marcando a posição mais alta que a banda já atingiu no gráfico da Billboard. Depois, As Daylight Dies, foi certificado ouro pela RIAA.[carece de fontes?] Em julho e agosto, Killswitch Engage participou do Mayhem Festival, que teve como atrações principais Marilyn Manson, Slayer, Bullet for My Valentine, entre outras. Mais tarde foi anunciado no site oficial da banda e no site oficial da Liberation que eles estariam trazendo o KsE para a América do Sul, assim a banda fez sua primeira turnê no continente contando com dois shows no Brasil (um em Curitiba e outro em São Paulo), um show na Argentina em Buenos Aires, outro no Chile em Santiago, no Equador em Quito e para encerrar a turnê, na Colômbia em Bogotá.
Em fevereiro de 2010, o Killswitch Engage anunciou que o vocalista Howard Jones saíra do grupo durante sua turnê de inverno com The Devil Wears Prada e Dark Tranquillity. Provisoriamente, o vocalista do All That Remains, Philip Labonte, foi seu substituto até que ele pudesse voltar. Pelo menos uma fonte especula que a saída de Jones foi devido a dores nas costas. Em 18 de março, 2010, o vocalista original Jesse Leach retornou à banda para uma série de canções. A partir de então, Leach e Labonte foram vocalistas substitutos para o restante da turnê.
Em 2010, eles contribuíram com a faixa "My Obsession" para o EP da trilha sonora do jogo God of War III, do qual Howard Jones afirmou ser um grande fã.
A banda foi adicionada mais tarde como substituta atrasada para o Download Festival de 2010 em junho, após Wolfmother, a atração sub-principal anterior, decidir não participar, como estava previsto. Foi o primeiro concerto de Killswitch Engage com sua formação completa (incluindo Jones) desde o Taste of Chaos de 2009.

### Times of Grace, saída de Howard e volta de Jesse (2011-2012)

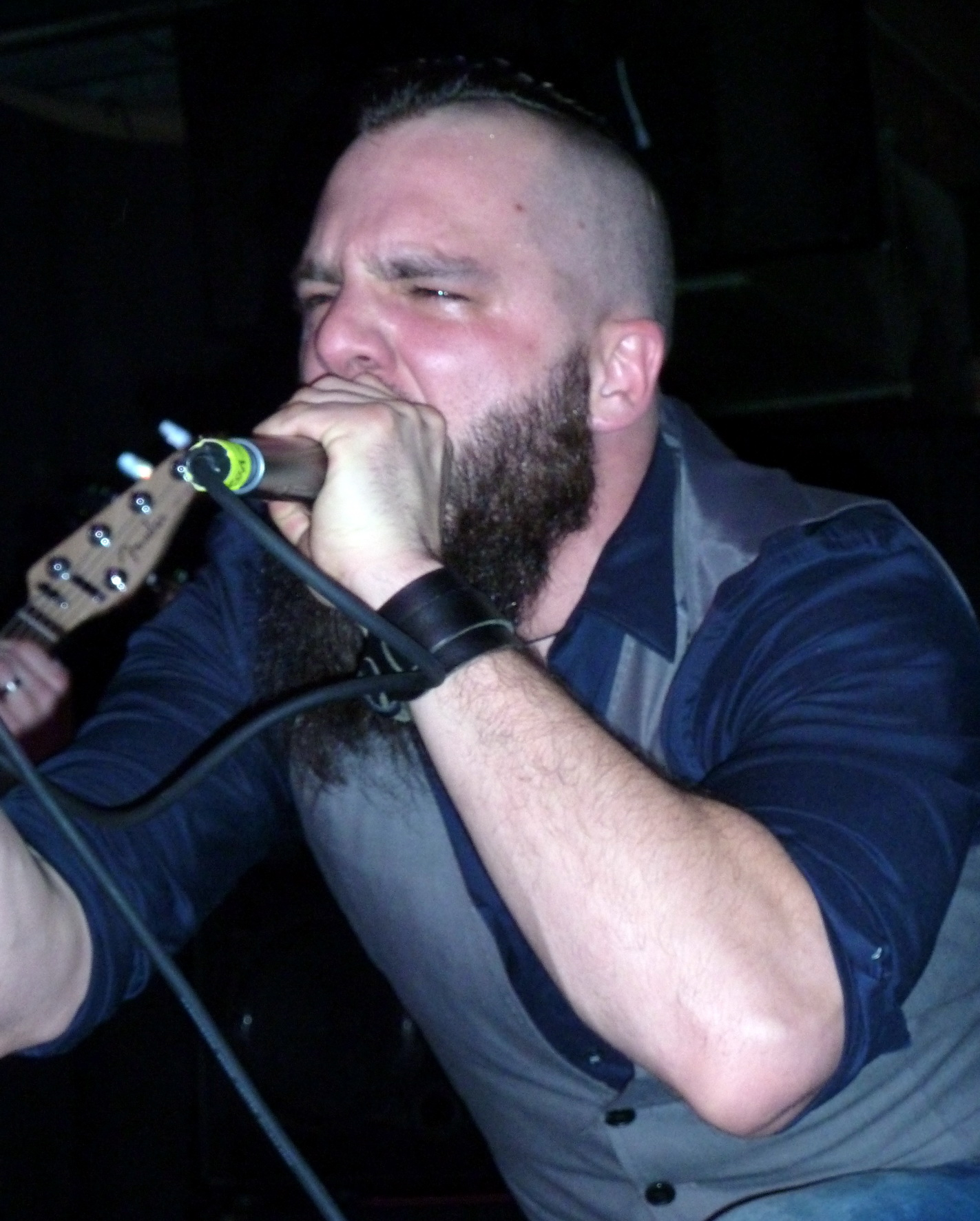
Jesse Leach em apresentação do Times of Grace (1999-2002, 2012-atualmente)

No começo do ano de 2011, estreou o álbum The Hymn of a Broken Man, do projeto paralelo intitulado Times of Grace formado pelo guitarrista Adam Dutkiewicz e o vocalista original do grupo Jesse Leach.
No final do ano de 2011, começaram a correr boatos de que o vocalista Howard Jones estaria deixando a banda, e no dia 4 de janeiro de 2012, eles tornaram-se realidade. Em uma nota no site oficial, o grupo explicou aos fãs sobre certos problemas pessoais, que não gostariam de citar, e que mesmo com isso Howard ainda é da família, e que desejam tudo de bom para ele.
Howard explica aos fãs que entre alguns problemas pessoais que esteve enfrentando, um deles foi a diabetes tipo 2, que o estava deixando desanimado para continuar o trabalho da banda. Howard e toda a banda dizem ser muito gratos pelos 10 anos juntos. No dia 8 de fevereiro de 2012 a banda posta no site oficial que Jesse Leach é seu novo vocalista.[carece de fontes?] Jesse volta depois de 10 anos, logo fazendo uma apresentação no Rock am Ring 2012 e uma turnê de comemoração dos 10 anos do álbum Alive or Just Breathing. No dia 19 de junho de 2012, o álbum As Daylight Dies foi certificado ouro novamente, desta vez pela MC no Canadá.

### O sexto álbum:Disarm the Descente volta ao Brasil (2012-)
Adam Dutkiewicz anunciou na página oficial da banda no Facebook que eles já haviam começado a produzir seu sexto álbum, que mais tarde seria intitulado Disarm the Descent.
O single oficial do álbum foi a faixa de número quatro, "In Due Time", lançada no dia 5 de Fevereiro de 2013. Pouco mais de um mês depois, a banda postou em seu canal oficial do Youtube a faixa de número três, "The New Awakening", porém não contando como single. A banda entrou em turnê na Europa, já apresentando seu novo álbum, lançado no dia 2 de abril de 2013.
O novo álbum contém 12 faixas, mais quatro faixas bônus (da edição especial do CD) sendo que duas delas são versões ao vivo. O álbum debutou na 7ª posição do Billboard 200 com um pouco mais de 48 mil cópias vendidas em sua semana de estréia. Durante a turnê de divulgação do novo CD, a banda adiou o show que faria em Oklahoma, nos Estados Unidos, por conta do tornado que devastou a região, e parte dos lucros dos ingressos foram doados para as vítimas da região atingida pelo tornado.
Em 17 de junho foi anunciado pela banda que eles estariam de volta aos palcos no Brasil se apresentando no Monsters of Rock, na Arena Anhembi, em São Paulo. O festival retornou ao país após 15 anos fora. A banda se apresentou no dia 19 de outubro junto com as bandas Slipknot, Korn, Limp Bizkit, Hatebreed, Gojira e Hellyeah. Em julho de 2013 o baterista Justin Foley sofreu um acidente de bicicleta no qual fraturou a clavícula, assim ficando de fora do resto da turnê de divulgação do novo álbum na Europa/Ásia. O baterista Jordan Mancino, da banda As I Lay Dying, substituiu-o até o mesmo se recuperar e retornar à banda em outubro do mesmo ano a tempo de se apresentar no Monsters of Rock com show televisionado pelo Multishow.[carece de fontes?] Em dezembro de 2013, foi anunciado que o single "In Due Time" do álbum Disarm the Descent, foi indicado à categoria "Best Metal Performance" no Grammy Awards de 2014, assim a banda concorre pela segunda vez a um prêmio Grammy.

## Letras
Ambos, atual vocalista Jesse Leach e ex-vocalista Howard Jones, escrevem letras que são consideradas positivas. Jesse Leach afirmou em (Set This) World Ablaze, que mantêm as letras em "unidade, positividade e amor". Os temas líricos de Killswitch Engage em palavras da crítica da Ultimate Guitar, Amy Sciarretto:
| “ | "Howard Jones entrou em seu próprio estilo desde 2004 com The End of Heartache, e ele continua a acertar as notas, letras sobre relacionamento, fé e outras questões relacionáveis estão neste segundo trabalho auto-intitulado". | ” |

No auto-intitulado Killswitch Engage, Howard Jones afirma a mudança de temas líricos:
| “ | "Eu tenho o suficiente para escrever algumas coisas que podem se considerar obscuras. Talvez haja ainda uma pitada de positividade, mas há algumas músicas lá que não são positivas para todos". | ” |

## Mídia
Canções de Killswitch Engage:
- "This Fire Burns": foi a música de entrada de CM Punk na WWE.
- "When Darkness Falls": trilha sonora do filme Freddy Vs. Jason.
- "The End Of Heartache": trilha sonora do filme Resident Evil 2: Apocalipse.
- "Fixation on the Darkness": contribuindo para a coletânea Kerrang! High Voltage!.
- "My Curse": Guitar Hero 3 como música bônus, Burnout Paradise: The Ultimate Box e Sleeping Dogs como trilha sonora.
- "Holy Diver": contribuindo com uma faixa cover para a coletânea 'Kerrang! High Voltage!: A Brief History of Rock.
- "Reckoning": trilha sonora do Madden NFL 10.
- "My Obsession": trilha sonora do God of War III.
- "Loyalty": trilha sonora do mixtape Catch the Throne II (Game of Thrones).

## Formação
- Adam Dutkiewicz - guitarra (1999-2002)/ vocal (2002-atualmente)
- Joel Stroetzel - guitarra (1999-atualmente)
- Mike D'Antonio - baixo (1999-atualmente)
- Jesse Leach - vocal (1999–2002, 2012-atualmente)
- Justin Foley - bateria (2003-atualmente)

### Membros anteriores
- Pete Cortese – guitarra (2000-2001)
- Tom Gomes - bateria (2002–2003)
- Howard Jones - vocal (2002-2012)

## Discografia

### Álbuns
- Killswitch Engage (2000)
- Alive or Just Breathing (2002)
- The End of Heartache (2004)
- As Daylight Dies (2006)
- Killswitch Engage (2009)
- Disarm the Descent (2013)
- Incarnate (2016)
- Atonement (2019)

### Vídeos
- (Set This) World Ablaze (2005)

### Clipes musicais
| Ano  | Título                     | Diretor             |
| ---- | -------------------------- | ------------------- |
| 2002 | "Life to Lifeless"         | Doug Spangenberg    |
| 2002 | "My Last Serenade"         | P. R. Brown         |
| 2003 | "Fixation on the Darkness" | Pierre Lamoureux    |
| 2004 | "Rose of Sharyn"           | Lex Halaby          |
| 2004 | "The End Of Heartache"     | Tony Petrossian     |
| 2005 | "A Bid Farewell"           | Lex Halaby          |
| 2006 | "My Curse"                 | Lex Halaby          |
| 2007 | "The Arms of Sorrow"       | Aggressive          |
| 2007 | "Holy Diver"               | Brian Thompson      |
| 2008 | "This Is Absolution"       | Denise Korycki      |
| 2009 | "Starting Over"            | Lex Halaby          |
| 2010 | "Save Me"                  | Jim Starace         |
| 2013 | "In Due Time"              | McFarland and Pecci |
| 2013 | "Always"                   | McFarland and Pecci |